# -ow
Ortsnamenendungen auf -ow im deutschen Sprachraum sind meist slawischen Ursprungs.  Namen auf -ow oder -ov finden sich auch in einer Reihe von slawischen Sprachen, dort wird der Konsonant im Auslaut allerdings gesprochen, wobei er im Slowenischen und Slowakischen vokalisiert wird.

## Ortsnamen auf-owin Nordostdeutschland

### Verbreitungsgebiet

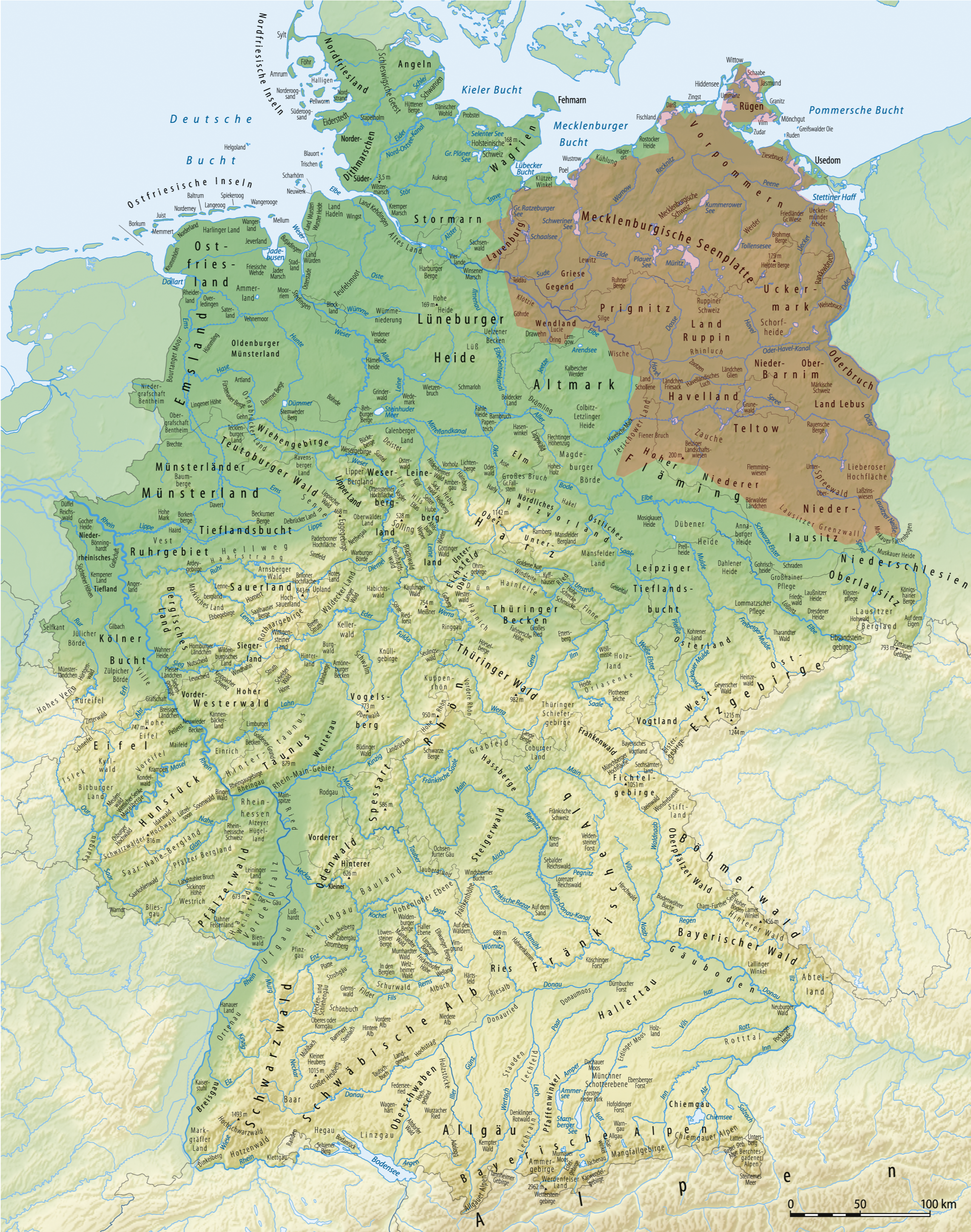
Verbreitungsgebiet von Ortsnamen auf -ow slawischer Herkunft in Deutschland

Die Namen auf -ow finden sich vor allem in Nordostdeutschland, wo Ortsnamen slawischer Herkunft häufig sind. Mithin in Mecklenburg, Vorpommern, weiten Teilen Brandenburgs (in der Lausitz seltener), dem Norden und Osten der Altmark, dem Wendland und Teilen des Herzogtums Lauenburg. Auch unter den deutschen Namen von Orten im Osten von Pommern und im Osten von Brandenburg, die heute in Polen liegen, finden sich solche auf -ow. Dagegen sind in Gegenden wie Sachsen oder Teilen von Österreich, wo es eine Reihe von Ortsnamen slawischer Herkunft gibt, keine auf -ow zu finden.

### Herkunft und Aussprache
Die meisten der Ortsnamen auf -ow in Nordostdeutschland sind slawischer Herkunft, jedoch keineswegs alle. Bei den slawischen Ortsnamen auf -ow kann es sich um ein patronymes beziehungsweise besitzanzeigendes, also possessivisches Suffix aus Personennamen handeln. Der Suffix bildet in slawischen Sprachen Adjektive (Possessivadjektive) aus Eigennamen und Appellativen, ähnlich den deutschen Suffixen -lich und -ern. Der Suffix hat maskuline (-ow), feminine (-owa) und sächliche (-owe/-owo) Formen.
Beispiel:
- obersorbisch bur (der Bauer, Nom. Sg.) → burja (die Bauern, Nom. Pl.) → burow (der Bauern, Gen. Pl.) → deutsch Burow (Familienname in der Bedeutung von den Bauern abstammend oder Ortsname in der Bedeutung Bauernort)[3]

Es kann aber auch ein Appellativum sein, etwa Buckow (Ort, wo Rotbuchen wachsen).
Ein Teil der Ortsnamen auf -ow in der fraglichen Region ist jedoch germanischen Ursprungs. Hier wurden Namen mit der Endung -au (Aue) an die dominante Schreibweise der Namen auf -ow angepasst. 444 untersuchte Ortsnamen auf -ow im Land Brandenburg lassen sich wie folgt klassifizieren:
1. slawische Ortsnamen, von einem Personennamen abgeleitet (184 Namen, darunter Bagow oder Bochow)
2. slawische Ortsnamen als Appellativum (166 Namen, darunter Buckow oder Grabow)
3. deutsche Ortsnamen ursprünglich auf -au (34 Namen, darunter Lindow)
4. slawische und deutsche Namen, denen die Endung -ow nachträglich angehängt wurde (42 Namen, davon 30 ursprünglich slawisch, z. B. Thyrow)
5. slawische Namen, wo -ow/-ov keine Endung, sondern Teil des Stammes ist (19 Namen, z. B. Sacrow)
6. ein Name (Parlow) wurde im 19. Jahrhundert von einem Familiennamen abgeleitet.

Ähnlich sieht es mit den Ortsnamen in Mecklenburg-Vorpommern aus. Hier gibt es von Personennamen abgeleitete slawische Namen auf -ow (Malchow, Torgelow), Appelativa slawischen Ursprungs (Dassow, Grabow), mit einem -ow als Teil des Stammes (Wustrow) sowie einige wenige Namen ursprünglich deutschen Ursprungs auf -au (Hagenow).
Das stumme w in -ow wirkt als Dehnungszeichen, dadurch wird das vorangehende o zum Phonem /o:/ verlängert.

### Umbildung auf-auoder-o
Auch eine Reihe von Orten auf -au stammt von ursprünglich slawischen mittelalterlichen Namen auf -ow ab. Die sächsische Stadt Glauchau hieß bei ihrer Ersterwähnung Gluchow. Das slawische Wort wustrow oder ostrov (Insel) wurde zu Wustrow, Wustrau oder Ostrau, wie bei der tschechischen Stadt Ostrava. Ähnlich gebildet wurde auch der deutsche Name Krakau für polnisch Kraków.
Ortsnamen, die noch im 19. Jahrhundert häufig mit -ow geschrieben wurden, wurden in der amtlichen Schreibweise zum Teil in das deutsche Suffix -au geändert. So wurden die heutigen Berliner Stadtteile Spandau und Stralau bis ins letzte Viertel des 19. Jahrhunderts offiziell Spandow und Stralow geschrieben.
In Gegenden, die bis 1815 zum Kurfürstentum Sachsen (vormals Mark Meißen) gehörten, verschwand das stumme -w aus einigen Ortsnamen. Statt -ow wird -o geschrieben: Grabo (bei Wittenberg und bei Jessen), Dubro, Ostro, sowie mehrere Dörfer nördlich von Roßlau. Auch in der Niederlausitz gibt es eine Reihe von Orten mit dieser Schreibweise, beispielsweise Meuro, Sauo oder Horno.

## Germanische Ortsnamen auf-ow,-oweoder-ouwe
Außerhalb des nordöstlichen Teil Deutschlands sind Namen auf -ow im deutschsprachigen Raum sehr selten.
In Westfalen gibt es den Ort Spradow. Einen Hinweis auf slawische Wurzeln gibt es hier nicht. In Ostfriesland gab es das Kloster Ihlow, nach dem die heutige Gemeinde Ihlow benannt ist. Hier bedeutet der Name „Eibenwald“, die Endung ist in anderen Schreibweisen (-loe,-lohe, -loch) verbreitet.
Die meisten Toponyme auf -au (von althochdeutsch ouwa: Insel, Aue) sind in frühen Quellen -owe oder -ouwe geschrieben. Dasselbe gilt für die Landschaftsbezeichnungen auf -gau, vor allem im südwestdeutschen und alemannischen Sprachgebiet verbreitet.
Beispiele für (historische) Schreibungen auf -ow, -owe und -gowe:
- Hanowe (Hanau), Heidenowe (Heidenau), Swabowa (Schwaben)[7]
- Cochengowe (Kochergau), Monichgowe (Maingau), Northuringowe,[8] Schöngowe,[9] Sundgowe (Sundgau), Finsgowe (Vinschgau), Svabengowe[10]

Sebastian Münster schrieb noch 1553 in seiner Cosmographia von Allgów, Britzgów, Hegów, Kleckgów, Kreichgów, Lechgów, Lintzgów, Meingów, Nortgów, Rheingów, Sunggów, Turgów und Zabergóv.
Das Geschlecht von Hagenau hieß eine Zeit lang Hagenowe. Wilhelm von Nassau in der niederländischen Hymne wurde Wilhelmus van Nassouwe beziehungsweise im Akrostichon Willem van Nazzov geschrieben. Der Name von Nassau an der Lahn, der ehemalige Herrschaftssitz des Hauses Nassau, erscheint 915 erstmals als Nassova.
Es gibt auch auf den von Angelsachsen beherrschten britischen Inseln zahlreiche Ortsnamen auf -ow, wie z. b. Marlow und Heathrow westlich von London, Glasgow (Schottland), Wicklow (Irland).